# Maçussa
Maçussa is een plaats (freguesia) in de Portugese gemeente Azambuja en telt 506 inwoners (2001).